# Holly Taylor
Holly Taylor, född 31 oktober 1997 i Nova Scotia, är en kanadensisk skådespelare.
Taylor har bland annat medverkat i TV-serierna The Americans (2013–2018) och Manifest (2021–2023). Hon har även medverkat i filmen Rogue Hostage från 2021.

## Filmografi (i urval)
- 2013–2018: The Americans
- 2021–2023: Manifest
- 2021: Rogue Hostage